# Mount Umunhum
Mount Umunhum – szczyt w Santa Cruz Mountains w Kalifornii (USA). Wysokość 1063 m n.p.m.